# Cathair Mór
Cathair Mór ("El grande"), hijo de Feidhlimidh Fiorurghlas, descendiente de Conchobar Abradruad, fue, según Lebor Gabála Érenn, un Rey Supremo de Irlanda. Ascendió al poder tras la muerte de Fedlimid Rechtmar. Cathair gobernó durante tres años, al final de los cuales fue asesinado por los Luaigne de Tara, dirigidos por Conn Cétchathach. El Lebor Gabála Érenn sincroniza su reinado con el del emperador Romano Marco Aurelio (161–180). La cronología de Geoffrey Keating Foras Feasa ar Éirinn data su reinado en 113–116, los Anales de los Cuatro Maestros en 119–122.

## Genealogía
Según Foras Feasa ar Éirinn, Cathaoir Mor era hijo de Feidhlimidh Fiorurghlas, hijo de Cormac Gealta Gaoth, hijo de Nia Corb, hijo de Cu Corb, hijo de Mogh Corb, hijo de Conchubhar Abhradhruadh, hijo de Fionn Archivo, hijo de Rossa Ruadh, hijo de Fearghus Fairrge, hijo de Nuadha Neacht, hijo de Seadna Siothbhac,hijo de Lughaidh Loithfhionn, hijo de Breasal Breac, hijo de Fiachaidh Foibhric, hijo de Oilill Glas, hijo de Fearadhach Foghlas, hijo de Nuadha Fullon, hijo de Ealloit, hijo de Arte, hijo de Mogh Airt, hijo de Criomhthann Coscrach,hijo de Feidhlimidh Foirthriun, hijo de Fearghus Fortamhail, hijo de Breasal Breodhamhan, hijo de Aonghus Ollamh, hijo de Oilill Bracain, hijo de Labhraidh Loingseach de la raza de Eireamhon.

## Leyendas
Se dice que tuvo treinta hijos, pero solo diez de ellos tuvieron niños; varias dinastías medievales de Leinster localizan en ellos a sus antepasados. Se cree que su hija Cochrann fue la madre del héroe fenian Diarmuid Ua Duibhne.
Aparece en la saga Esnada Tige Buchet ("La Melodía de la Casa de Buchet"). La hija de Cathair, Eithne Tháebfhota es tutleada por un hospitalario hombre de Leinster llamado Buchet que tiene muchos rebaños de ganado, pero los hijos de Cathair explotan la hospitalidad de su padre de tal modo que sólo se queda con único un toro y siete vacas, y el rey, ahora viejo y debilitado, es incapaz de forzarles. Buchet y su familia, incluyendo Eithne, se ven obligados a vivir en una cabaña en el bosque en Kells, Condado Meath. Más tarde, cuándo Cormac mac Airt es nombrado rey, se casa con Eithne y restaura la fortuna de Buchet (en otras historias el rey que se casa con Eithne es el sucesor de Cathair, Conn Cétchathach). En otra saga, Fotha Catha Cnucha ("La Causa de la Batalla de Cnucha"), Cathair da el cerro de Almu (Knockaulin, Condado Kildare) al druida Nuada hijo de Aichi. Este cerro más tarde será famoso como la casa del biznieto de Nuada Fionn mac Cumhaill.

## Descendencia
- Ros Failgeach mac Cathair Mór, antepasado del Ó Conchubhair de Uí Failghe
- Daire Barrach mac Cathair Mór, antepasado de Uí Treasaig y Mac Gormáin de Uí Bairrche
- Bresal Einechglas mac Cathair Mór
- Fergus Luasgan mac Cathair Mór
- Ailill Cethech mac Cathair Mór
- Aengus Nic mac Cathair Mór
- Eochu Timine mac Cathair Mór
- Crimthann mac Cathair Mór, antepasado de Dubh de Leinster
- Curigh mac Cathair Mór, muerto por Fionn mac Cumhaill
  - Slectaire mac Curigh, abuelo materno de Diarmuid Ua Duibhne y Oscar
  - Uchdelbh mac Curigh, mujer de Fionn Fothart, hijo de Conn de las Cien Batallas
- Landabaria mac Cathair Mór, tercera mujer de Conn de las Cien Batallas
- Fiacha Baicheda mac Cathair Mór, antepasado de Mac Murchada del Uí Cheinnselaig